# Utqiagvik
Pour les articles homonymes, voir Barrow.
Utqiagvik (prononciation API : [ˌʊtkiˈɑːvɪk][utqe.ɑʁvik]), (en inupiaq Utqiaġvik), anciennement Barrow, est une localité de l'Alaska construite sur les rives de la mer des Tchouktches. Localité la plus septentrionale de l'État, et ainsi des États-Unis, elle se trouve à environ 550 kilomètres au nord du cercle arctique.

## Origine du nom
Barrow doit son nom à John Barrow, membre de l'amirauté anglaise en 1825, qui a également donné son nom à Point Barrow. Le nom Utqiaġvik veut quant à lui dire « Le lieu où l’on cueille les herbes sauvages ».
D'après la tradition locale, une partie de la ville se trouve sur le lieu d'un ancien village nommé Ukpiaġvik, ou Ukpeagvik, qui en inupiaq signifie « Le lieu où l’on chasse le harfang des neiges ».

## Histoire

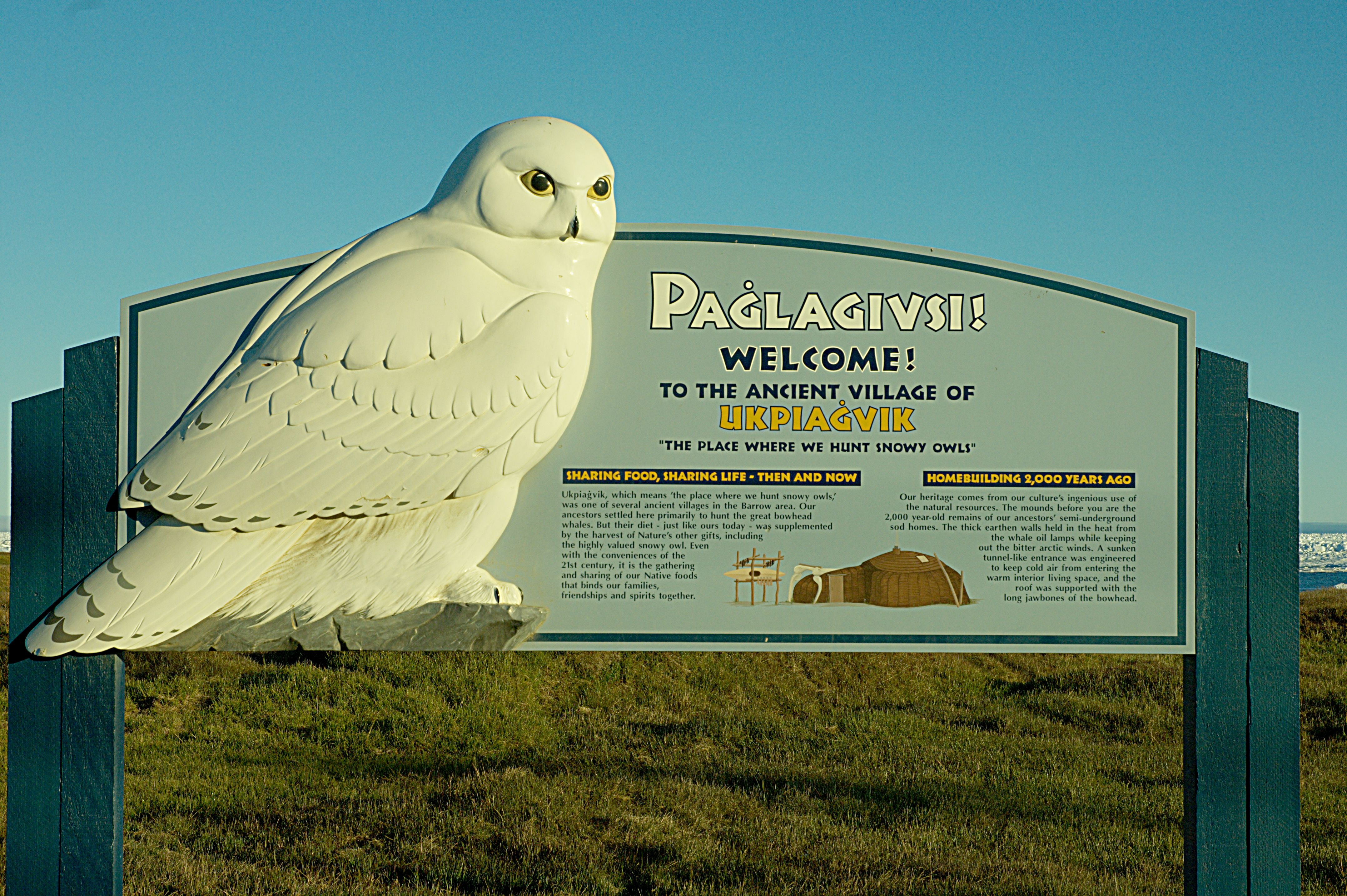
Panneau d’accueil explicitant le nom inuit.

- 1881 : l'armée américaine installe une station de recherche magnétique et météorologique à Barrow.
- 1888 : construction d'une église presbytérienne.
- 1893 : installation de la station de commerce et de chasse à la baleine de Cape Smythe.
- 1901 : ouverture d'un bureau de poste.
- 1935 : le comédien Will Rogers et l'aviateur Wiley Post s'écrasent à Barrow, après un décollage qui a suivi une pause planifiée. Un monument rappelle ce tragique événement.
- 1986 : création du North Slope Higher Education Center, devenu l'Ilisagvik College et reconnu officiellement en 2003.
- 1999 : inauguration d'un centre consacré à la culture iñupiat.
- 2016 : par référendum, la ville reprend son nom inupiaq : Utqiagvik[1].

## Climat
Située au nord du cercle arctique, la ville de Utqiagvik a un climat très froid et sec. Les hivers sont particulièrement froids et longs et la saison estivale reste fraîche, brumeuse et courte. En été, la glace se transforme en flaques d'eau car le permafrost rend les couches supérieures du sol imperméables, ce qui attire des milliers de moustiques. Des comparaisons ont été établies avec les relevés climatiques de Prudhoe Bay, en Alaska. On en conclut que le mois de juillet est le plus chaud, avec une moyenne de 12 °C (4 °C la nuit), et que le plus froid est le mois de février (-25 à −32 °C). Le minimum absolu enregistré est de −50 °C. Le mois le plus humide est celui d'août (24,1 mm de précipitations), le plus sec étant celui de mai (2,0 mm). La moyenne annuelle s'établit à 75 mm.
La ville connait en mars 2019 des records de températures, celles-ci pouvant atteindre 22 °C de plus que les normales saisonnières.
| Mois                                  | jan.     | fév.     | mars     | avril    | mai      | juin     | jui.    | août    | sep.     | oct.     | nov.     | déc.     | année    |
| ------------------------------------- | -------- | -------- | -------- | -------- | -------- | -------- | ------- | ------- | -------- | -------- | -------- | -------- | -------- |
| Température minimale moyenne (°C)     | −27,7    | −27,9    | −27,3    | −19,2    | −7,5     | −0,5     | 2       | 1,7     | −1       | −8,4     | −17,8    | −24,6    | −13,2    |
| Température moyenne (°C)              | −23,8    | −24,1    | −23,3    | −15,2    | −4,9     | 2,6      | 5,7     | 4,6     | 1,2      | −5,7     | −14,3    | −21      | −9,9     |
| Température maximale moyenne (°C)     | −20,1    | −20,2    | −19,3    | −11,3    | −2,2     | 5,6      | 9,3     | 7,6     | 3,4      | −2,9     | −10,8    | −17,4    | −6,5     |
| Record de froid (°C) date du record   | −47 1975 | −49 1924 | −47 1971 | −41 1924 | −28 1984 | −16 1969 | −6 1936 | −7 1925 | −17 1975 | −36 1970 | −40 1948 | −48 1924 | −49 1924 |
| Record de chaleur (°C) date du record | 2 2017   | 2 1982   | 1 1998   | 6 1936   | 8 2015   | 23 2019  | 26 1993 | 24 1968 | 17 1995  | 7 2016   | 4 1937   | 1 1932   | 26 1993  |
| Ensoleillement (h)                    | 0        | 84,75    | 186      | 270      | 310      | 300      | 310     | 186     | 120      | 62       | 30       | 0        | 1 858,75 |
| Précipitations (mm)                   | 3,6      | 5,3      | 4,6      | 4,6      | 7,1      | 10,9     | 24,9    | 27,7    | 19,6     | 13,7     | 9,4      | 5,6      | 137      |
| dont neige (cm)                       | 3,5      | 3,5      | 2,9      | 3,6      | 3,4      | 0,7      | 0,2     | 0,8     | 4,1      | 10,3     | 7,8      | 5        | 45,8     |
| Nombre de jours avec précipitations   | 4,8      | 5,5      | 5,1      | 5,3      | 6,3      | 6,3      | 9,7     | 11,5    | 13,6     | 13,5     | 9,7      | 6,7      | 98       |
| Humidité relative (%)                 | 72,7     | 70       | 70,9     | 76,8     | 87       | 88,5     | 87,9    | 91,1    | 90,6     | 85,6     | 79,4     | 74       | 81,2     |
| Nombre de jours avec neige            | 7,5      | 7,8      | 7,1      | 8,4      | 7,7      | 2        | 0,6     | 2,1     | 8,3      | 17       | 13,8     | 10       | 92,3     |

| Diagramme climatique                                  |               |               |               |             |             |          |            |           |              |               |               |
| J                                                     | F             | M             | A             | M           | J           | J        | A          | S         | O            | N             | D             |
| −20,1−27,73,6                                         | −20,2−27,95,3 | −19,3−27,34,6 | −11,3−19,24,6 | −2,2−7,57,1 | 5,6−0,510,9 | 9,3224,9 | 7,61,727,7 | 3,4−119,6 | −2,9−8,413,7 | −10,8−17,89,4 | −17,4−24,65,6 |
| Moyennes : • Temp. maxi et mini °C • Précipitation mm |               |               |               |             |             |          |            |           |              |               |               |

## Démographie
| Groupe               | Utqiagvik | Alaska | États-Unis |
| -------------------- | --------- | ------ | ---------- |
| Autochtones d'Alaska | 61,2      | 14,8   | 0,9        |
| Blancs               | 16,9      | 66,7   | 72,4       |
| Asiatiques           | 9,1       | 5,4    | 4,8        |
| Métis                | 8,7       | 7,3    | 2,9        |
| Océaniens            | 2,4       | 1,1    | 0,2        |
| Afro-Américains      | 1,0       | 3,3    | 12,6       |
| Autres               | 0,8       | 1,6    | 6,2        |
| Total                | 100       | 100    | 100        |
|                      |           |        |            |
| Latino-Américains    | 3,1       | 5,5    | 16,7       |

Selon l'American Community Survey, pour la période 2011-2015, 49,38 % de la population âgée de plus de 5 ans déclare parler l'anglais à la maison, 30,54 % une langue autochtone (principalement l'inupiaq), 9,49 % une langue océanienne, 6,36 % le tagalog, 1,89 % l'espagnol, 0,97 % le thaï, 0,66 % le coréen et 0,71 % l'allemand.
| 1880 | 1890 | 1900 | 1910 | 1920 | 1930 | 1940 | 1950 |
| ---- | ---- | ---- | ---- | ---- | ---- | ---- | ---- |
| 225  | 246  | 314  | 446  | 322  | 330  | 363  | 951  |

| 1960  | 1970  | 1980  | 1990  | 2000  | 2010  | - | - |
| ----- | ----- | ----- | ----- | ----- | ----- | - | - |
| 1 314 | 2 104 | 2 207 | 3 469 | 4 581 | 4 212 | - | - |

## Économie
Utqiagvik constitue le centre économique du borough de North Slope. De nombreux commerces y fournissent le matériel nécessaire à la prospection de pétrole, et l'État y est également un gros employeur. Le tourisme vit sur la base des aurores boréales et du soleil de minuit, ainsi que sur l'artisanat local. La pêche à des fins commerciales fait vivre sept résidents.

## Énergie et communications
La découverte de pétrole a apporté la prospérité à Utqiagvik. Les logements sont chauffés au gaz naturel, fourni par des gisements proches.
À l'image de nombreuses autres communautés de ce genre, situées dans des lieux extrêmes, Utqiagvik ne dispose d'aucune route. Des vols vers Anchorage et Fairbanks relient la cité vers d'autres lieux. La ville est du reste dotée d'un aéroport (code AITA : BRW), propriété de l'État, baptisé aux noms de Will Rogers et Wiley Post.
Il est également possible de se déplacer en traîneau.

## Culture
Le commerce d'alcool est interdit, mais pas sa consommation, ni sa possession.
Présence d'un centre consacré à la culture Iñupiat, depuis 1999.
L'histoire du film d'horreur 30 Jours de nuit (titre anglais : 30 Days of Night) avec Josh Hartnett (2007), prend place à Utqiagvik. Mais il fut tourné en majeure partie en Nouvelle-Zélande.

## Monuments
- Monument à Will Rogers et à Wiley Post. Érigé en 1982 afin de remémorer l'accident aérien fatal à Will Rogers, comédien, et à Wiley Post, aviateur.

## Faune
Utqiagvik est peuplé d'ours blancs, de renards, de caribous, de hiboux, de loups, de baleines.